# Kislau
Kislau var ett koncentrationsläger i Nazityskland. Lägret var inrymt i jakt- och lustslottet Kislau i Baden från april 1933 till april 1939. Internerna var kommunister, socialdemokrater, centrumpartister och andra som av de nazistiska myndigheterna ansågs vara oppositionella.